# Gaston Boulanger
Pour les articles homonymes, voir Boulanger (homonymie).
Gaston Boulanger (né le 17 juillet 1952 à Montmagny, dans la province de Québec au Canada) est un joueur professionnel québécois de hockey sur glace. Il évoluait au poste de ailier droit.

## Biographie
Il commence sa carrière junior avec les Castors de Sherbrooke dans la Ligue de hockey junior majeur du Québec en 1969. Il devient professionnel en 1972 avec les Generals de Flint dans la Ligue internationale de hockey.

## Statistiques
| Saison    | Équipe                | Ligue |    | Saison régulière | Saison régulière | Saison régulière | Saison régulière | Saison régulière |   | Séries éliminatoires | Séries éliminatoires | Séries éliminatoires | Séries éliminatoires | Séries éliminatoires |
| Saison    | Équipe                | Ligue | PJ | B                | A                | Pts              | Pun              | PJ               | B | A                    | Pts                  | Pun                  |                      |                      |
| 1969-1970 | Castors de Sherbrooke | LHJMQ | 50 | 10               | 13               | 23               | 41               | -                | - | -                    | -                    | -                    |                      |                      |
| 1970-1971 | Castors de Sherbrooke | LHJMQ | 59 | 25               | 49               | 74               | 66               | 11               | 4 | 3                    | 7                    | 27                   |                      |                      |
| 1971-1972 | Castors de Sherbrooke | LHJMQ | 55 | 45               | 36               | 81               | 176              | 4                | 2 | 3                    | 5                    | 2                    |                      |                      |
| 1972-1973 | Generals de Flint     | LIH   | 65 | 37               | 23               | 60               | 80               | 5                | 1 | 1                    | 2                    | 8                    |                      |                      |
| 1973-1974 | Generals de Flint     | LIH   | 54 | 8                | 13               | 21               | 100              | -                | - | -                    | -                    | -                    |                      |                      |